# Голубая антилопа
Голубая антилопа (лат. Hippotragus leucophaeus) — вымерший африканский вид полорогих (Bovidae) из подсемейства саблерогих антилоп. Голубая антилопа была некогда распространена в Южной Африке, однако была полностью истреблена. Название этой антилопе дало голубоватое отсвечивание её серой шерсти.
Ареал ограничивался прибрежным регионом юго-запада ЮАР. Здесь в XVIII веке поселились белые колонисты, которые за несколько лет истребили голубую антилопу в результате развлекательных охот. Однако вероятно, что вследствие изменения растительности региона численность этого вида упала ещё до прибытия европейцев. По данным М. Г. Лихтенштейна, последняя голубая антилопа была убита в 1799 или 1800 году. Четыре сохранившихся чучела находятся сегодня в Стокгольме, Париже, Вене и Лейдене.
Иногда голубую антилопу классифицируют как подвид лошадиной антилопы, однако в большей части случаев выделяется в отдельный вид. Её английское название Bluebuck иногда применяется и для нильгау.

## В искусстве
Жюль Верн в романе «Пять недель на воздушном шаре» (1863) описывает охоту на голубую антилопу (14 глава).
Охота на антилоп, в том числе и на «блюбоков» — голубых антилоп — описана в 11 главе романа Луи Буссенара «Похитители бриллиантов» (1883).